# Umeå (comuna)
Umeå (em sueco: Umeå kommun) é uma comuna da Suécia localizada no condado de Bótnia Ocidental. Sua capital é a cidade de Umeå. Possui 2 317 quilômetros quadrados e segundo censo de 2018, havia 127 119 habitantes. É constituída por terreno acidentado, coberto em grande parte por pinheiros e abetos, com grandes áreas pantanosas. Sua economia está dominada por serviços, administração e ensino, havendo todavia a destacar na cidade de Umeå a presença de indústria IT de alta tecnologia e de produção de camiões da Volvo.
É desde 2010 uma ”zona administrativa de língua lapónica” (Förvaltningsområdet för samiska språket), onde existem direitos linguísticos reforçados para a minoria étnica dos lapões.

## Localidades
| Localidade                | População |
| ------------------------- | --------- |
| Botsmark                  | 202       |
| Brännäset - Boviken       | 250       |
| Brännland                 | 332       |
| Bullmark                  | 312       |
| Ersmark (Ume-E)           | 1 628     |
| Flurkmark                 | 207       |
| Hissjön                   | 456       |
| Holmsund                  | 5 969     |
| Hörnefors                 | 2 538     |
| Innertavle                | 570       |
| Norrmjöle                 | 216       |
| Obbola                    | 2 146     |
| Överboda                  | 257       |
| Röbäck                    | 2 516     |
| Sävar                     | 3 000     |
| Sörfors                   | 474       |
| Sörmjöle                  | 301       |
| Stöcke                    | 499       |
| Stöcksjö                  | 459       |
| Täfteå                    | 1 299     |
| Tavelsjö (incl. Västibyn) | 447       |
| Umeå (incl. Tomtebo)      | 88 395    |
| Yttersjö                  | 491       |